# 電子基準点一覧
| 総数                                         | 1,429ヶ所  |
| 電子基準点                                   | 15ヶ所     |
| 軌道追跡局                                   | 3ヶ所      |
| 地殻変動観測施設、験潮施設、高精度比高観測点 | 75ヶ所     |
| 国土地理院所在地                             | 〒305-0811 |
| 茨城県つくば市北郷１番                       |            |
| 公式サイト                                   | 国土地理院 |

電子基準点一覧（でんしきじゅんてんいちらん）は、国土地理院が管理する電子基準点の記事の一覧である。

## 地域別の一覧

### 北海道地方
- 北海道の電子基準点一覧

### 東北地方
- 青森県の電子基準点一覧
- 岩手県の電子基準点一覧
- 宮城県の電子基準点一覧
- 秋田県の電子基準点一覧
- 山形県の電子基準点一覧
- 福島県の電子基準点一覧

### 関東地方
- 茨城県の電子基準点一覧
- 栃木県の電子基準点一覧
- 群馬県の電子基準点一覧
- 埼玉県の電子基準点一覧
- 千葉県の電子基準点一覧
- 東京都の電子基準点一覧
- 神奈川県の電子基準点一覧

### 中部地方
- 新潟県の電子基準点一覧
- 富山県の電子基準点一覧
- 石川県の電子基準点一覧
- 福井県の電子基準点一覧
- 山梨県の電子基準点一覧
- 長野県の電子基準点一覧
- 岐阜県の電子基準点一覧
- 静岡県の電子基準点一覧
- 愛知県の電子基準点一覧

### 近畿地方
- 三重県の電子基準点一覧
- 滋賀県の電子基準点一覧
- 京都府の電子基準点一覧
- 大阪府の電子基準点一覧
- 兵庫県の電子基準点一覧
- 奈良県の電子基準点一覧
- 和歌山県の電子基準点一覧

### 中国地方
- 鳥取県の電子基準点一覧
- 島根県の電子基準点一覧
- 岡山県の電子基準点一覧
- 広島県の電子基準点一覧
- 山口県の電子基準点一覧

### 四国地方
- 徳島県の電子基準点一覧
- 香川県の電子基準点一覧
- 愛媛県の電子基準点一覧
- 高知県の電子基準点一覧

### 九州地方
- 福岡県の電子基準点一覧
- 佐賀県の電子基準点一覧
- 長崎県の電子基準点一覧
- 熊本県の電子基準点一覧
- 大分県の電子基準点一覧
- 宮崎県の電子基準点一覧
- 鹿児島県の電子基準点一覧
- 沖縄県の電子基準点一覧